# Дискографія Ріка Естлі
Дискографія британського поп-музиканта Ріка Естлі налічує 7 студійних альбомів, 12 збірок, 2 реміксових альбоми, 22 сингли, 2 відеоальбоми, 16 відеокліпів.
Дебютний альбом Ріка Естлі Whenever You Need Somebody, виданий у 1987 році, досягнув значного комерційного успіху. Платівка очолила хіт-паради Великої Британії і Німеччини, а також стала чотири рази платиновою в Канаді і на батьківщині музиканта. Загальний тираж альбому склав приблизно 15,2 мільйона примірників. Сингл з цього альбому, «Never Gonna Give You Up», став популярним хітом і досяг 1 місця в 11 країнах світу. Третій сингл «Together Forever» посів 1 сходинку в чартах Ірландії, Іспанії, Канади, США. 1988 року вийшов другий альбом Hold Me in Your Arms, який в музичному плані вийшов слабкішим за попередній, а тому його прохолодно зустріли критики. Попри це, диск отримав дворазовий платиновий статус у Канаді та Іспанії, а сингли «She Wants to Dance with Me», «Take Me to Your Heart» і «Hold Me in Your Arms» стали хітами. Того ж року музикант отримав нагороду Brit Awards за «Найкращий сингл» — «Never Gonna Give You Up».
Третій альбом Free (1991), на якому Рік Естлі здійснив відхід від танцювальної музики і диско в бік ритм-енд-блюз і поп-звучання, був провальним в комерційному плані й не зміг повторити успіх попередніх робіт музиканта. Лише сингл «Cry for Help» потрапив до топ-10, а «Move Right Out» і «Never Knew Love» опинилися за межами десятки найкращих.
1993 року вийшов четвертий альбом в дискографії Ріка Естлі Body & Soul, який посів 185 місце в США, але не потрапив до британського чарту та інших світових хіт-парадів. Внаслідок цього, Естлі пішов зі сцени і не випускав нових релізів до 2000-х років.
Після восьмирічної перерви у музичній кар'єрі, 2001 року вийшов п'ятий альбом Keep It Turned On, записаний в таких жанрах, як денс-поп та R&B. Він посів 56-те місце у хіт-параді Німеччини. У 2005 році музикант представив публіці нову роботу — Portrait — альбом, що повністю складається з кавер-версій пісень американських джазових виконавців, а також різних композицій з кінофільмів. 2016 року співак видав сьомий студійний альбом 50, який досяг 1 місця в хіт-параді Великої Британії й був сертифікований як платиновий.
До 1993 року Рік Естлі продав понад 40 мільйонів копій своїх записів. У 2008 році артист отримав нагороду MTV Europe Music Awards в номінації «Best Act Ever»

## Студійні альбоми
| 1987                                                                          | Whenever You Need Somebody - Вихід: 16 листопада - Лейбл: RCA Records - Формати: LP, CD, CS | 14 | 3  | 1  | 1  | 2  | 3  | 2  | 3  | 4 | 10  | 5  | 2  | 2  | - : 4×Платиновий - : Платиновий - : Платиновий - : 3×Платиновий - : 4×Платиновий - : 2×Платиновий - : Золотий - : 2×Золотий - : Платиновий - : Золотий |
| 1989                                                                          | Hold Me in Your Arms - Вихід: 26 листопада - Лейбл: RCA Records - Формати: LP, CD, CS       | 19 | 30 | 8  | 3  | —  | 15 | 42 | 28 | — | 19  | 28 | 11 | 7  | - : Золотий - : Золотий - : Золотий - : 2×Платиновий - : 2×Платиновий - : Золотий - : Золотий                                                          |
| 1991                                                                          | Free - Вихід: 12 березня - Лейбл: RCA Records - Формати: LP, CD, CS                         | 20 | 24 | 9  | 8  | 18 | 34 | 24 | —  | — | 31  | —  | 26 | 16 | - : Золотий - : Золотий |
| 1993                                                                          | Body and Soul - Вихід: 28 вересня - Лейбл: RCA Records - Формати: LP, CD, CS                | —  | —  | —  | —  | —  | —  | —  | —  | — | 185 | —  | —  | —  | |
| 2001                                                                          | Keep It Turned On - Вихід: 3 грудня - Лейбл: Polydor Records - Формати: LP, CD, CS          | —  | —  | —  | 56 | —  | —  | —  | —  | — | —   | —  | —  | —  | |
| 2005                                                                          | Portrait - Вихід: 17 жовтня - Лейбл: RCA Records - Формат: CD                               | —  | —  | 26 | —  | —  | —  | —  | —  | — | —   | —  | —  | —  | |
| 2016                                                                          | 50 - Вихід: 10 червня - Лейбл: BMG - Формат: CD                                             | —  | 72 | 1  | 42 | —  | —  | 65 | —  | — | —   | —  | 44 | —  | - : Платиновий |
| Знак «—» означає, що альбом не потрапив до чарту або не виходив у цій країні. |                                                                                             |    |    |    |    |    |    |    |    |   |     |    |    |    | |

## Збірки
| 2000                                                                                           | Together Forever — Greatest Hits and More - Вихід: Лютий - Лейбл: BMG - Формат: 2×CD                        | — | — | —  | — | — | — | — | — | — | — |             |
| 2002                                                                                           | Greatest Hits - Вихід: 19 березня - Лейбл: BMG, RCA Records - Формат: CD (+DVD), CS                         | — | — | 16 | — | 5 | — | — | — | — | — | - : Золотий |
| 2003                                                                                           | |   |   |    |   |   |   |   |   |   |   |             |
| The Best of Rick Astley: Never Gonna Give You Up - Вихід: 30 вересня - Лейбл: BMG - Формат: CD | — | — | — | —  | — | — | — | — | — | — |   |             |
| 3 Originals - Вихід: 11 березня - Лейбл: BMG - Формат: CD                                      | — | — | — | —  | — | — | — | — | — | — |   |             |
| 2004                                                                                           | Love Songs - Вихід: Лютий - Лейбл: BMG - Формат: CD                                                         | — | — | —  | — | — | — | — | — | — | — |             |
| 2004                                                                                           | Artist Collection: Rick Astley - Вихід: 12 жовтня - Лейбл: BMG - Формат: CD                                 | — | — | —  | — | — | — | — | — | — | — |             |
| 2004                                                                                           | Platinum & Gold Collection - Вихід: - Лейбл: RCA Records - Формат: CD                                       | — | — | —  | — | — | — | — | — | — | — |             |
| 2005                                                                                           | Collections - Вихід: - Лейбл: Sony BMG - Формат: CD                                                         | — | — | —  | — | — | — | — | — | — | — |             |
| 2007                                                                                           | Together Forever: The Best of Rick Astley - Вихід: 17 липня - Лейбл: Music Club Deluxe - Формат: 2×CD       | — | — | —  | — | — | — | — | — | — | — |             |
| 2008                                                                                           | The Ultimate Collection - Вихід: - Лейбл: Sony BMG - Формат: CD                                             | — | — | 17 | — | — | — | — | — | — | — |             |
| 2008                                                                                           | Playlist: The Very Best of Rick Astley - Вихід: 17 червня - Лейбл: RCA Records, Legacy Records - Формат: CD | — | — | —  | — | — | — | — | — | — | — |             |
| 2010                                                                                           | Free…Plus / Body & Soul…Plus - Вихід: 3 травня - Лейбл: Edsel Records - Формат: 2×CD                        | — | — | —  | — | — | — | — | — | — | — |             |
| Знак «—» означає, що альбом не потрапив до чарту або не виходив у цій країні.                  | |   |   |    |   |   |   |   |   |   |   |             |

## Реміксові альбоми
| Рік                                                                          | Альбом                                                                             | Найвищі місця в чартах | Найвищі місця в чартах | Найвищі місця в чартах | Найвищі місця в чартах | Найвищі місця в чартах | Найвищі місця в чартах | Найвищі місця в чартах | Найвищі місця в чартах | Найвищі місця в чартах |
| Рік                                                                          | Альбом                                                                             | АВС                    | АВТ                    | ВЕЛ                    | ФРГ                    | НІД                    | НОЗ                    | НОР                    | ШВА                    | ШВЕ                    |
| ---------------------------------------------------------------------------- | ---------------------------------------------------------------------------------- | ---------------------- | ---------------------- | ---------------------- | ---------------------- | ---------------------- | ---------------------- | ---------------------- | ---------------------- | ---------------------- |
| 1989                                                                         | 12" Collection - Вихід: 21 березня - Лейбли: RCA Records, PWL Records - Формат: CD | —                      | —                      | —                      | —                      | —                      | —                      | —                      | —                      | —                      |
| 1990                                                                         | Dance Mixes - Вихід: 21 травня - Лейбл: RCA Records - Формат: CD                   | —                      | —                      | —                      | —                      | —                      | —                      | —                      | —                      | —                      |
| Знак «—» означає, що реліз не потрапив до чарту або не виходив у цій країні. |                                                                                    |                        |                        |                        |                        |                        |                        |                        |                        |                        |

## Сингли
| 1987                                                                         | «Never Gonna Give You Up»                      | 1  | 4  | 2  | 1   | 1  | 2 | 1 | 3     | 1  | 1  | 1  | 1 | 6  | 1  | 1  | 1  | 2  | 1  | 1 | - : Золотий - : Золотий - : Золотий - : Золотий - : Срібний - : Золотий |
| 1987                                                                         | «Whenever You Need Somebody»                   | 3  | 4  | 2  | 3   | 1  | 3 | — | 3     | —  | 2  | 9  | 2 | 11 | —  | —  | —  | 1  | 1  | 7 |                                                                         |
| 1987                                                                         | «When I Fall in Love/My Arms Keep Missing You» | 28 | 21 | 2  | 2   | 6  | 2 | — | 16/28 | —  | 3  | 25 | — | —  | —  | —  | —  | 14 | 12 | 3 | - : Срібний                                                             |
| 1988                                                                         | «Together Forever»                             | 19 | 10 | 29 | 2   | 5  | 1 | 1 | 6     | 1  | 12 | 10 | — | 18 | 1  | 2  | 1  | 14 | —  | — | - : Золотий                                                             |
| 1988                                                                         | «It Would Take a Strong Strong Man»            | —  | —  | —  | —   | —  | — | — | —     | 1  | —  | —  | — | —  | 10 | 1  | 8  | —  | —  | — |                                                                         |
| 1988                                                                         | «Don't Say Goodbye»                            | —  | —  | —  | —   | —  | — | — | —     | —  | —  | —  | — | —  | —  | —  | —  | —  | —  | — |                                                                         |
| 1988                                                                         | «She Wants to Dance with Me»                   | 15 | —  | —  | 6   | 10 | 4 | 5 | 7     | 44 | 8  | 10 | — | —  | 6  | 5  | 13 | 12 | 12 | 2 |                                                                         |
| 1988                                                                         | «Take Me to Your Heart»                        | 41 | —  | —  | 8   | 10 | 5 | 2 | 6     | —  | 11 | 43 | — | 18 | —  | —  | —  | 16 | 10 | — |                                                                         |
| 1989                                                                         | «Hold Me in Your Arms»                         | 77 | —  | —  | 10  | 32 | 7 | — | —     | —  | 35 | —  | — | —  | —  | —  | —  | —  | —  | — |                                                                         |
| 1989                                                                         | «Giving Up on Love»                            | —  | —  | —  | —   | —  | — | — | —     | —  | —  | —  | — | 46 | 38 | 11 | —  | —  | —  | — |                                                                         |
| 1989                                                                         | «Ain't Too Proud to Beg»                       | —  | —  | —  | —   | —  | — | — | —     | —  | —  | —  | — | —  | 89 | 16 | —  | —  | —  | — |                                                                         |
| 1991                                                                         | «Cry for Help»                                 | 13 | 22 | —  | 7   | 14 | 9 | — | 13    | 4  | 11 | —  | — | —  | 7  | 1  | —  | —  | 17 | — |                                                                         |
| 1991                                                                         | «Move Right Out»                               | —  | —  | —  | 58  | 52 | — | — | 33    | 38 | 66 | —  | — | —  | 81 | 29 | —  | —  | —  | — |                                                                         |
| 1991                                                                         | «Never Knew Love»                              | —  | —  | —  | 70  | —  | — | — | —     | —  | —  | —  | — | —  | —  | —  | —  | —  | —  | — |                                                                         |
| 1993                                                                         | «Hopelessly»                                   | —  | —  | —  | 33  | —  | — | — | —     | 17 | —  | —  | — | —  | 28 | 4  | —  | —  | —  | — |                                                                         |
| 1993                                                                         | «The Ones You Love»                            | —  | —  | —  | 48  | 54 | — | — | —     | 54 | —  | —  | — | —  | —  | 19 | —  | —  | —  | — |                                                                         |
| 2001                                                                         | «Sleeping»                                     | —  | —  | —  | —   | 60 | — | — | —     | —  | —  | —  | — | —  | —  | —  | —  | 69 | —  | — |                                                                         |
| 2008                                                                         | «Never Gonna Give You Up» (перевидання)        | —  | —  | —  | —   | —  | — | — | —     | —  | —  | —  | — | —  | —  | —  | —  | —  | —  | — |                                                                         |
| 2010                                                                         | «Lights Out»                                   | —  | —  | —  | 97  | —  | — | — | —     | —  | —  | —  | — | —  | —  | —  | —  | —  | —  | — |                                                                         |
| 2016                                                                         | «Keep Singing»                                 | —  | —  | 75 | 127 | —  | — | — | —     | —  | —  | —  | — | —  | —  | —  | —  | —  | —  | — |                                                                         |
| 2016                                                                         | «Angels on My Side»                            | —  | —  | —  | —   | —  | — | — | —     | —  | —  | —  | — | —  | —  | —  | —  | —  | —  | — |                                                                         |
| 2016                                                                         | «Dance»                                        | —  | —  | —  | —   | —  | — | — | —     | —  | —  | —  | — | —  | —  | —  | —  | —  | —  | — |                                                                         |
| Знак «—» означає, що сингл не потрапив до чарту або не виходив у цій країні. |                                                |    |    |    |     |    |   |   |       |    |    |    |   |    |    |    |    |    |    |   |                                                                         |

## Спільні видання
| Рік                                                                          | Альбом | Найвищі місця в чартах | Найвищі місця в чартах | Найвищі місця в чартах | Найвищі місця в чартах | Найвищі місця в чартах | Найвищі місця в чартах | Найвищі місця в чартах | Найвищі місця в чартах | Найвищі місця в чартах |
| Рік                                                                          | Альбом | АВС                    | АВТ                    | ВЕЛ                    | НІМ                    | НІД                    | НОЗ                    | НОР                    | ШВА                    | ШВЕ                    |
| ---------------------------------------------------------------------------- | --- | ---------------------- | ---------------------- | ---------------------- | ---------------------- | ---------------------- | ---------------------- | ---------------------- | ---------------------- | ---------------------- |
| 1987                                                                         | «When You Gonna» (спільно з Лізою Картер) - Вихід: - Лейбл: RCA Records - Формат: LP                                                                     | —                      | —                      | —                      | —                      | —                      | —                      | —                      | —                      | —                      |
| 1987                                                                         | «Learning to Live (Without Your Love)» (спільно з O’Chi Brown) - Вихід: - Лейбл: Magnetic Dance - Формат: LP                                             | —                      | —                      | —                      | —                      | —                      | —                      | —                      | —                      | —                      |
| 1987                                                                         | «Beethoven (I Love to Listen to) / Whenever You Need Somebody» (спільно з Eurythmics) - Вихід: - Лейбл: RCA Records - Формат: LP                         | —                      | —                      | —                      | —                      | —                      | —                      | —                      | —                      | —                      |
| 1987                                                                         | «I Surrender (to the Spirit of the Night) / Never Gonna Give You-up» (спільно з Самантою Фокс) - Вихід: - Лейбли: Jive Records, RCA Records - Формат: LP | —                      | —                      | —                      | —                      | —                      | —                      | —                      | —                      | —                      |
| 2013                                                                         | «Winter Wonderland» (спільно з Кім Вайлд) - Вихід: - Лейбл: - Формат: CD, ЦЗ                                                                             | —                      | —                      | —                      | —                      | —                      | —                      | —                      | —                      | —                      |
| Знак «—» означає, що реліз не потрапив до чарту або не виходив у цій країні. | |                        |                        |                        |                        |                        |                        |                        |                        |                        |

## Відеоальбоми
| Рік                                                                          | Альбом                                                              | Найвищі місця в чартах | Найвищі місця в чартах | Найвищі місця в чартах | Найвищі місця в чартах | Найвищі місця в чартах | Найвищі місця в чартах | Найвищі місця в чартах | Найвищі місця в чартах | Найвищі місця в чартах |
| Рік                                                                          | Альбом                                                              | АВС                    | АВТ                    | ВЕЛ                    | НІМ                    | НІД                    | НОЗ                    | НОР                    | ШВА                    | ШВЕ                    |
| ---------------------------------------------------------------------------- | ------------------------------------------------------------------- | ---------------------- | ---------------------- | ---------------------- | ---------------------- | ---------------------- | ---------------------- | ---------------------- | ---------------------- | ---------------------- |
| 1989                                                                         | Video Hits - Вихід: 7 березня - Лейбл: BMG Video - Формати: VHS, LD | —                      | —                      | —                      | —                      | —                      | —                      | —                      | —                      | —                      |
| 2004                                                                         | The Artist Collection - Вихід: - Лейбл: Sony BMG - Формат: DVD      | —                      | —                      | —                      | —                      | —                      | —                      | —                      | —                      | —                      |
| Знак «—» означає, що реліз не потрапив до чарту або не виходив у цій країні. |                                                                     |                        |                        |                        |                        |                        |                        |                        |                        |                        |

## Інші релізи
| Рік                                                                          | Альбом                                                     | Найвищі місця в чартах | Найвищі місця в чартах | Найвищі місця в чартах | Найвищі місця в чартах | Найвищі місця в чартах | Найвищі місця в чартах | Найвищі місця в чартах | Найвищі місця в чартах | Найвищі місця в чартах |
| Рік                                                                          | Альбом                                                     | АВС                    | АВТ                    | ВЕЛ                    | НІМ                    | НІД                    | НОЗ                    | НОР                    | ШВА                    | ШВЕ                    |
| ---------------------------------------------------------------------------- | ---------------------------------------------------------- | ---------------------- | ---------------------- | ---------------------- | ---------------------- | ---------------------- | ---------------------- | ---------------------- | ---------------------- | ---------------------- |
| 2011                                                                         | 4 Hits - Вихід: 14 жовтня - Лейбл: Sony Music - Формат: CD | —                      | —                      | —                      | —                      | —                      | —                      | —                      | —                      | —                      |
| Знак «—» означає, що реліз не потрапив до чарту або не виходив у цій країні. |                                                            |                        |                        |                        |                        |                        |                        |                        |                        |                        |

## Відеокліпи
| Рік  | Пісня                        | Режисер(и)  |
| ---- | ---------------------------- | ----------- |
| 1987 | «Never Gonna Give You Up»    | Саймон Вест |
| 1987 | «Whenever You Need Somebody» |             |
| 1988 | «Together Forever»           | Майк Брейді |
| 1988 | «She Wants to Dance with Me» |             |
| 1988 | «Take Me to Your Heart»      |             |
| 1988 | «Giving Up on Love»          |             |
| 1989 | «Hold Me in Your Arms»       |             |
| 1991 | «Cry for Help»               |             |
| 1993 | «Hopelessly»                 | Грег Мазуак |
| 2001 | «Sleeping»                   |             |
| 2006 | «Vincent»                    | Енді Гофф   |
| 2010 | «Lights Out»                 | Пітер Кей   |
| 2016 | «Keep Singing»               |             |
| 2016 | «Angels On My Side»          |             |
| 2016 | «Pray With Me»               |             |
| 2016 | «Dance»                      |             |

## Саундтреки
| Рік  | Фільм                                | Альбом                                                                   | Пісня                                              |
| ---- | ------------------------------------ | ------------------------------------------------------------------------ | -------------------------------------------------- |
| 1986 | Knights & Emeralds                   | The Music From The Film — Knights & Emeralds                             | «Modern Girl»                                      |
| 1988 | «Ніжні розтяпи II»                   | Zärtliche Chaoten II (Original Soundtrack Aus Dem Kino-Film)             | «Never Gonna Give You Up»                          |
| 1994 | Drei Zum Verlieben                   | Drei Zum Verlieben — Der Soundtrack Zur RTL-Serie                        | «Hopelessly»                                       |
| 1997 | «Ромі і Мішель зустрічі випускників» | More Music From The Motion Picture Romy And Michele’s Highschool Reunion | «Together Forever»                                 |
| 2002 | «Рік першого поцілунку»              | Das Jahr Der Ersten Küsse — Der Original Soundtrack                      | «Never Gonna Give You Up»                          |
| 2004 | Lovely Day                           | Lovely Day — The Perfect Soundtrack for Any Day                          | «Wherever You Need Somebody»                       |
| 2004 | «Який щасливий день»                 | Oh Happy Day — Original Guddommelig Motion Picture Soundtrack            | «Pray to the Bottle», «Sing», «Faith, Hope & Love» |
| 2012 | «Кіт Лемон»                          | Music From & Inspired By Keith Lemon The Film                            | «Never Gonna Give You Up»                          |